# جیمز بلر (نظامی)
جیمز بلر (انگلیسی: James Blair; ۲۷ ژانویهٔ ۱۸۲۸ – ۱۸ ژانویهٔ ۱۹۰۵)) فرد نظامی اهل بریتانیا بود. وی همچنین برندهٔ جوایزی همچون صلیب ویکتوریا شده‌است.